# Dodecastigma amazonicum
Dodecastigma amazonicum es un árbol de la familia de las euforbiáceas.

## Descripción
Árbol de 7 m; con exudado rojo en las ramas; estípulas caducas. Pecíolos de diferentes tamaños en la misma rama, de 3,6 y 10,2 cm de longitud, pulvínulos en los dos extremos; lámina elíptica de (16,7-)24-31,5 x 7,6-12,5 cm, ápice caudado; base aguda, a veces obtusa; con pelos dolabriformes escasos; máculas glandulares laminares, basilaminares y apicales; venación pinada broquidódroma, venas secundarias 13-15 (-18) pares, vención terciaria ramificada. La inflorescencia femenina tiene un o dos racimos por nudo, de 21-26 (-35,5) cm de longitud. Flor masculina con el cáliz gamosépalo, 4 lóbulos; disco anular, extraestaminal; estambres   (13-) 14-16; sin pistilodio. Flor femenina con cáliz de 4 sépalos libres; ovario con tres estigmas sésiles, multífidos. Fruto trilobulado de 3,6 x 3,3 x 2,8 cm, liso, pedicelo de 3,8 a 5 cm de longitud. Semilla elíptica de 1,9 x 1,4 - 1,5 x 1,2-1,3 cm, lisa, con manchas crema a café oscuro.

## Distribución y hábitat
Se encuentra en el plano aluvial inundable  y en las terrazas bajas y altas del río Caquetá. En Guayana y en la Amazonia brasileña y colombiana.